# Квалификације за Светско првенство у фудбалу 2022 — УЕФА група Ј
Група Ј европских квалификација за Светско првенство у фудбалу 2022. се састојала од 6 репрезентација: Немачка, Румунија, Исланд, Северна Македонија, Јерменија и Лихтенштајн.
Репрезентација Немачке је као првопласирана репрезентација изборила директан пласман на првенство, док је Северна Македонија као другопласирана репрезентација отишла у бараж.

## Табела
| Легенда                                           |
| ------------------------------------------------- |
| Репрезентација која се квалификује у првом кругу  |
| Репрезентација која иде у бараж након првог круга |

| Табела групе Ј | Табела групе Ј     | Табела групе Ј | Табела групе Ј | Табела групе Ј | Табела групе Ј | Табела групе Ј | Табела групе Ј | Табела групе Ј | Табела групе Ј |  |         |                    |          |           |        |             |  | Домаћи | Домаћи | Домаћи | Домаћи | Домаћи | Домаћи | Домаћи | Гости | Гости | Гости | Гости | Гости | Гости | Гости |
|                | Репрезентација     | И              | Д              | Н              | И              | ДГ             | ПГ             | ГР             | Бод.           |  | Њемачка | Северна Македонија | Румунија | Јерменија | Исланд | Лихтенштајн |  | И      | Д      | Н      | И      | ДГ     | ПГ     | Бод.   | И     | Д     | Н     | И     | ДГ    | ПГ    | Бод.  |
| 1.             | Немачка            | 10             | 9              | 0              | 1              | 36             | 4              | +32            | 27             |  | -       | 1:2                | 2:1      | 6:0       | 3:0    | 9:0         |  | 5      | 4      | 0      | 1      | 21     | 3      | 12     | 5     | 5     | 0     | 0     | 15    | 1     | 15    |
| 2.             | Северна Македонија | 10             | 5              | 3              | 2              | 23             | 11             | +12            | 18             |  | 0:4     | -                  | 0:0      | 0:0       | 3:1    | 5:0         |  | 5      | 2      | 2      | 1      | 8      | 5      | 8      | 5     | 3     | 1     | 1     | 15    | 6     | 10    |
| 3.             | Румунија           | 10             | 5              | 2              | 3              | 13             | 8              | +5             | 17             |  | 0:1     | 3:2                | -        | 1:0       | 0:0    | 2:0         |  | 5      | 3      | 1      | 1      | 6      | 3      | 10     | 5     | 2     | 1     | 2     | 7     | 5     | 7     |
| 4.             | Јерменија          | 10             | 3              | 3              | 4              | 9              | 20             | -11            | 12             |  | 1:4     | 0:5                | 3:2      | -         | 2:0    | 1:1         |  | 5      | 2      | 1      | 2      | 7      | 12     | 7      | 5     | 1     | 2     | 2     | 2     | 8     | 5     |
| 5.             | Исланд             | 10             | 2              | 3              | 5              | 12             | 18             | -6             | 9              |  | 0:4     | 2:2                | 0:2      | 1:1       | -      | 4:0         |  | 5      | 1      | 2      | 2      | 7      | 9      | 5      | 5     | 1     | 1     | 3     | 5     | 9     | 4     |
| 6.             | Лихтенштајн        | 10             | 0              | 1              | 9              | 2              | 34             | -32            | 1              |  | 0:2     | 0:4                | 0:2      | 0:1       | 1:4    | -           |  | 5      | 0      | 0      | 5      | 1      | 13     | 0      | 5     | 0     | 1     | 4     | 1     | 21    | 1     |

## Резултати
| Немачка                               | 3:0    | Исланд |
| ------------------------------------- | ------ | ------ |
| Горецка 3’ · Хаверц 7’ · Гундоган 56’ | Детаљи |        |

| Лихтенштајн | 0:1    | Јерменија       |
| ----------- | ------ | --------------- |
|             | Детаљи | Фромелт 83’ аг. |

| Румунија                            | 3:2    | Северна Македонија         |
| ----------------------------------- | ------ | -------------------------- |
| Танасе 28’ · Михаила 50’ · Хађи 86’ | Детаљи | Адеми 82’ · Трајковски 83’ |

| Јерменија                     | 2:0    | Исланд |
| ----------------------------- | ------ | ------ |
| Барсегјан 53’ · Бајрамјан 74’ | Детаљи |        |

| Северна Македонија                                                  | 5:0    | Лихтенштајн |
| ------------------------------------------------------------------- | ------ | ----------- |
| Барди 7’ · Трајковски 51’, 54’ · Елмас 62’ · Несторовски 82’ (пен.) | Детаљи |             |

| Румунија | 0:1    | Немачка    |
| -------- | ------ | ---------- |
|          | Детаљи | Гнабри 17’ |

| Јерменија                                          | 3:2    | Румунија          |
| -------------------------------------------------- | ------ | ----------------- |
| Спертсјан 56’ · Харојан 87’ · Барсегјан 89’ (пен.) | Детаљи | Чикалдау 62’, 72’ |

| Немачка             | 1:2    | Северна Македонија       |
| ------------------- | ------ | ------------------------ |
| Гундоган 63’ (пен.) | Детаљи | Пандев 45+2’ · Елмас 85’ |

| Лихтенштајн | 1:4    | Исланд                                                                  |
| ----------- | ------ | ----------------------------------------------------------------------- |
| Фрик 79’    | Детаљи | Сајварсон 12’ · Бјарнасон 45+1’ · Палсон 77’ · Сигурјонсон 90+4’ (пен.) |

| Исланд | 0:2    | Румунија               |
| ------ | ------ | ---------------------- |
|        | Детаљи | Ман 47’ · Станчију 83’ |

| Лихтенштајн | 0:2    | Немачка               |
| ----------- | ------ | --------------------- |
|             | Детаљи | Вернер 41’ · Сане 77’ |

| Северна Македонија | 0:0    | Јерменија |
| ------------------ | ------ | --------- |
|                    | Детаљи |           |

| Исланд                        | 2:2    | Северна Македонија          |
| ----------------------------- | ------ | --------------------------- |
| Бјарнасон 78’ · Гудјонсен 84’ | Детаљи | Велковски 12’ · Алиоски 54’ |

| Немачка                                                             | 6:0    | Јерменија |
| ------------------------------------------------------------------- | ------ | --------- |
| Гнабри 6’, 15’ · Ројс 35’ · Вернер 45’ · Хофман 52’ · Адејеми 90+1’ | Детаљи |           |

| Румунија              | 2:0    | Лихтенштајн |
| --------------------- | ------ | ----------- |
| Тошка 11’ · Манеа 18’ | Детаљи |             |

| Јерменија              | 1:1    | Лихтенштајн |
| ---------------------- | ------ | ----------- |
| Мхитарјан 45+5’ (пен.) | Детаљи | Фрик 80’    |

| Исланд | 0:4    | Немачка                                         |
| ------ | ------ | ----------------------------------------------- |
|        | Детаљи | Гнабри 4’ · Рудигер 24’ · Сане 56’ · Вернер 89’ |

| Северна Македонија | 0:0    | Румунија |
| ------------------ | ------ | -------- |
|                    | Детаљи |          |

| Немачка                | 2:1    | Румунија |
| ---------------------- | ------ | -------- |
| Гнабри 52’ · Милер 81’ | Детаљи | Хађи 9’  |

| Исланд                | 1:1    | Јерменија       |
| --------------------- | ------ | --------------- |
| Бергман Јоханесон 77’ | Детаљи | Ховханисјан 35’ |

| Лихтенштајн | 0:4    | Северна Македонија                                              |
| ----------- | ------ | --------------------------------------------------------------- |
|             | Детаљи | Велковски 39’ · Алиоски 66’ (пен.) · Николов 74’ · Чурлинов 83’ |

| Исланд                                                             | 4:0    | Лихтенштајн |
| ------------------------------------------------------------------ | ------ | ----------- |
| Бордарсон 19’ · Гвидмундсон 35’ (пен.), 79’ (пен.) · Гудјонсен 89’ | Детаљи |             |

| Северна Македонија | 0:4    | Немачка                                     |
| ------------------ | ------ | ------------------------------------------- |
|                    | Детаљи | Хаверц 50’ · Вернер 70’, 73’ · Мусијала 83’ |

| Румунија    | 1:0    | Јерменија |
| ----------- | ------ | --------- |
| Митрица 26’ | Детаљи |           |

| Јерменија | 0:5    | Северна Македонија                                                 |
| --------- | ------ | ------------------------------------------------------------------ |
|           | Детаљи | Трајковски 22’ · Барди 36’, 67’ (пен.), 90’ (пен.) · Ристовски 79’ |

| Немачка | 9:0    | Лихтенштајн |
| --- | ------ | ----------- |
| Горецка 11’ (пен.) · Кауфман 20’ (аг.) · Сане 22’, 49’ · Ројс 23’ · Милер 76’, 86’ · Баку 80’ · Гепел 89’ (аг.) | Детаљи |             |

| Румунија | 0:0    | Исланд |
| -------- | ------ | ------ |
|          | Детаљи |        |

| Јерменија            | 1:4    | Немачка                                              |
| -------------------- | ------ | ---------------------------------------------------- |
| Мхитарјан 59’ (пен.) | Детаљи | Хаверц 15’ · Гундоган 45+4’ (пен.), 50’ · Хофман 64’ |

| Лихтенштајн | 0:2    | Румунија           |
| ----------- | ------ | ------------------ |
|             | Детаљи | Ман 8’ · Банку 87’ |

| Северна Македонија          | 3:1    | Исланд          |
| --------------------------- | ------ | --------------- |
| Алиоски 7’ · Елмас 65’, 86’ | Детаљи | Торстејнсон 54’ |

## Стрелци
5 голова
| - Илкај Гундоган | - Серж Гнабри | - Тимо Вернер |

4 гола
| - Лероа Сане - Александар Трајковски | - Елиф Елмас | - Енис Барди |

3 гола
| - Кај Хаверц | - Томас Милер | - Езџан Алиоски |

2 гола
| - Алберт Гвидмундсон - Андри Гудјонсен - Тигран Барсегјан - Хенрих Мхитарјан | - Јонас Хофман - Марко Ројс - Александру Чикалдау | - Денис Ман - Јанис Хађи - Дарко Велковски |

1 гол
| - Брајнјар Инги Брајнасон - Бергман Јоханесон - Биркјир Бјарнасон - Биркјир Маур Сајварсон - Виктор Палсон - Јон Дагур Торстејнсон - Рунар Мар Сигурјонсон - Стефан Тејтур Бордарсон - Вараздат Харојан - Едуард Спертсјан - Камо Ховханисјан | - Хорен Бајрамјан - Јаник Фрик - Ноа Фрик - Антонио Рудигер - Карим Адејеми - Леон Горецка - Ридле Баку - Џамал Мусијала - Александру Митрица - Алин Тошка - Валентин Михаила | - Кристијан Манеа - Николај Станчију - Никусор Банку - Флорин Танасе - Аријан Адеми - Бобан Николов - Горан Пандев - Дарко Чурлинов - Илија Несторовски - Милан Ристовски |

Аутогол
| - Данијел Кауфман (против Немачке) - Макс Гепел (против Немачке) - Ноа Фромелт (против Јерменије) |